# Антіопа (амазонка)
Антіопа — (грец. Αντιόπη) Персонаж давньогрецької міфології. Амазонка. Дочка Арея, сестра Іпполіти (або тотожна їй). Побудувала кам'яний храм Аресу разом з Отрерою.
Взята в полон під час походу Геракла проти амазонок. Геракл подарував її Тесеєві за хоробрість. Згідно з Агієм Трезенським, коли Геракл тримав в облозі Феміскіру, вона закохалася в Тесея і передала йому це укріплення.
Згідно з істориком Менекрату, афінянин Солоент закохався в Антіопу, але був відкинутий і наклав на себе руки. За однією з версій, народила від Тесея Іполіта.
Загинула в бою з амазонками під час війни амазонок з афінянами. За однією версією, вбита Молпадією. Згідно з поемою «Тесеіда», Антіопа була вбита Гераклом при нападі на Афіни, коли Тесей одружувався на Федрі. За іншим авторам, вона загинула на весіллі Федри від руки Пенфесилеї; або від людей Тесея. За іншою версією, сам Тесей вбив Антіопу, згідно з оракулом Аполлона.
Її надгробний пам'ятник при вході до Афін, біля храму Геї Олімпійської.